# Nigerijska naira
Nigerijska naira, ISO 4217: NGN je službeno sredstvo plaćanja u Nigeriji. Označava se simbolom ₦, a dijeli se na 100 koboa.
Naira je uvedena 1973. godine, kada je zamijenila nigerijsku funtu, i to u omjeru 2 naire za 1 funtu.
U optjecaju su kovanice od 50 koboa, te 1 i 2 naire, i novčanice od 5, 10, 20, 50, 100, 200, 500 i 1000 naira.